# Tonnoira distincta
Tonnoira distincta är en tvåvingeart som beskrevs av Bravo, Alves och Carlos Chagas 2008. Tonnoira distincta ingår i släktet Tonnoira och familjen fjärilsmyggor. Inga underarter finns listade i Catalogue of Life.